# Pyrococcus woesei
A Pyrococcus abyssi a Thermococcaceae családba tartozó ultra hipertermofil tengeri Archaea faj. Az archeák – ősbaktériumok – egysejtű, sejtmag nélküli prokarióta szervezetek. Kénredukáló és optimálisan 100-103 °C között növekszik. Sejtjei nagyjából gömbölyűek, megjelenése hasonló a Thermococcus celerhez. Szilárd hordozón növesztett sejteknek az egyik pólusához sűrű nyalábban ostorok vagy pilusok kapcsolódnak.
Egy javaslat szerint a Pyrococcus furiosus egy alfaja.